# Ophiurothamnus exigua
Ophiurothamnus exigua är en ormstjärneart som först beskrevs av George Richard Lyman 1878.  Ophiurothamnus exigua ingår i släktet Ophiurothamnus och familjen knotterormstjärnor. Inga underarter finns listade i Catalogue of Life.